# 맷 버즈비
맷 버즈비 경(영어: Sir Matt Busby, CBE, 1909년 5월 26일 ~ 1994년 1월 20일)은 영국 스코틀랜드의 전 축구 선수이자 감독이다. 맨체스터 유나이티드의 전성기를 이끈 것으로 유명하며, 맨체스터 유나이티드에서 그 보다 감독직을 오래 수행한 사람은 알렉스 퍼거슨이 유일하다.
감독 생활을 하기 전, 그는 맨체스터 유나이티드의 최대 라이벌인 맨체스터 시티와 리버풀에서 뛰었다. 맨체스터 시티에서 뛸 당시에는 팀을 FA컵 결승전에 두 번 진출시켰으며, 그 중 한 번 우승하였다. 선수 생활을 마감 할 때쯤, 그는 리버풀에게 코치직 제의를 받았으나, 당시 공석이었던 맨체스터 유나이티드의 감독직을 선택하였다.

## 선수 수상 경력

### 클럽

#### 맨체스터 시티
- FA컵: 1933-34

## 감독 수상 경력

### 클럽

#### 맨체스터 유나이티드
- 풋볼 리그 1부: 1951-52, 1955-56, 1956-57, 1964-65, 1966-67
- FA컵: 1947-48, 1962-63
- FA 채리티 실드: 1952, 1956, 1957, 1965, 1967
- 유러피언 컵: 1967-68

### 개인
- PFA 메리트 어워드: 1980
- 잉글랜드 축구 명예의 전당: 2002
- 유럽 명예의 전당: 2008

## 서훈
- 1958년 대영 제국 훈장 3등급(CBE) 수훈[1]
- 1968년 기사작위(Knight Bachelor) 서임[2]